# 드라제
드라제 (/dræˈʒeɪ/, 프랑스어: [dʁa.ʒe]) 또는 콘페토 (/kənˈfɛt.oʊ/; 이탈리아어: [konˈfet.to]), 말바스, 요르단 아몬드, 영국에서는 달콤한 아몬드는 단단하게 코팅되어있는 한입 크기의 과자다. 드라제는 장식, 상징, 의료 등 다양한 영역에서 활용된다.

## 사용

### 요르단 아몬드

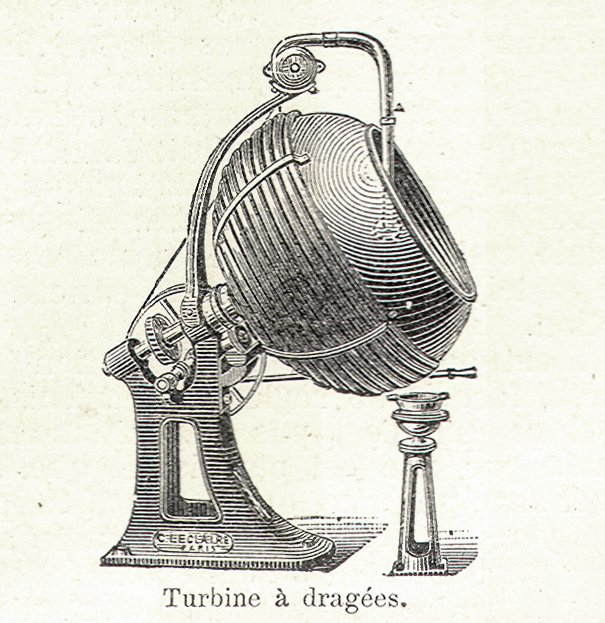
터빈을 이용해 설탕을 입히기도 했다.

쿠페타(koufeta)라고도 알려진 요르단 아몬드는 드라제와 호두가 들어간 사탕의 가장 기본적인 형테이며, 다양한 파스텔 색상의 설탕으로 덮여진 아몬드로 이루어져 있다.
요르단 아몬드는 이탈리아의 봄보니에르와 같이 인생의 쓴맛과 사랑의 단맛을 상징하는 단맛의 아몬드와 함께 결혼 피로연으로 자주 사용된다. 그 간식들은 종종 행복, 건강, 장수, 부, 그리고 다산을 나타내기 위해 5개씩 포장된다. 이탈리아와 그리스의 결혼식에서, 아몬드는 남편과 아내의 화합을 상징하기 위해 5개의 종류로 나뉜다. 중동에서, 아몬드는 극약으로 여겨져서 신혼부부와 그들의 손님들을 위해 항상 준비되어 있다.
요르단 아몬드는 고대 로마에서 유래된 것으로 여겨지는데, 로마의 제빵사이자 제과사 줄리어스 드라가투스에 의해 꿀로 덮인 아몬드가 발명되었다. 그의 과자는 드라가티라고 불렸으며, 결혼식과 출산 때 귀족들의 대접을 받았다. 15세기에 설탕이 더 쉽게 구할 수 있게 되었을 때, 견과류는 대신에 설탕으로 코팅되었다. 이탈리아 술모나에서 드라제 아몬드를 만드는 기술은 펠리노 가문에 의해 완성되었다.
요르단이라는 용어는 "정원"을 의미하는 프랑스어의 자딘(jardin)을 변형한 것으로 보이며, 따라서 야생이기보다는 재배된 것이다. 그러나, 다른 사람들은 이 용어가 원래 요르단 강을 따라 자라며, 길고, 얇고, 가늘고, 두껍고 무거운 껍질 속에 있는 다소 매끄러운 알갱이로 특징지어지는 다양한 아몬드를 지칭한다고 주장한다.
여전히 다른 사람들은 "요르단"이 프랑스 북동쪽에 있는 마을 베르됭으로부터 유래된 것이라고 믿는다. 13세기에 중세 십자군이 성지에서의 원정을 마치고 설탕을 유럽으로 가져왔을 때, 설탕은 매우 가치 있었고 약용으로 여겨졌다. 그 기간 동안 베르됭의 한 약국은 복용하기 쉽게 하기 위해 설탕으로 다른 약들을 코팅하기 시작했다.

### 초콜릿에 사용되는 드라제
다양한 색깔의 사탕 껍질을 가진 초콜릿 드라제는 M&M이다. 처음에는 미군을 위해 초콜릿을 쉽게 운반하고 소비할 수 있도록 고안되었지만, 인기 있는 사탕으로 발전했다.

### 약용 드라제
약물의 쓴 맛을 중화하기 위해서,  또는 단지 소비량을 늘리기 위해 사용되는 약용 사탕 또는 설탕으로 코팅된 알약도 드라제라고 지칭될 수 있다.

### 금속을 사용한 드라제

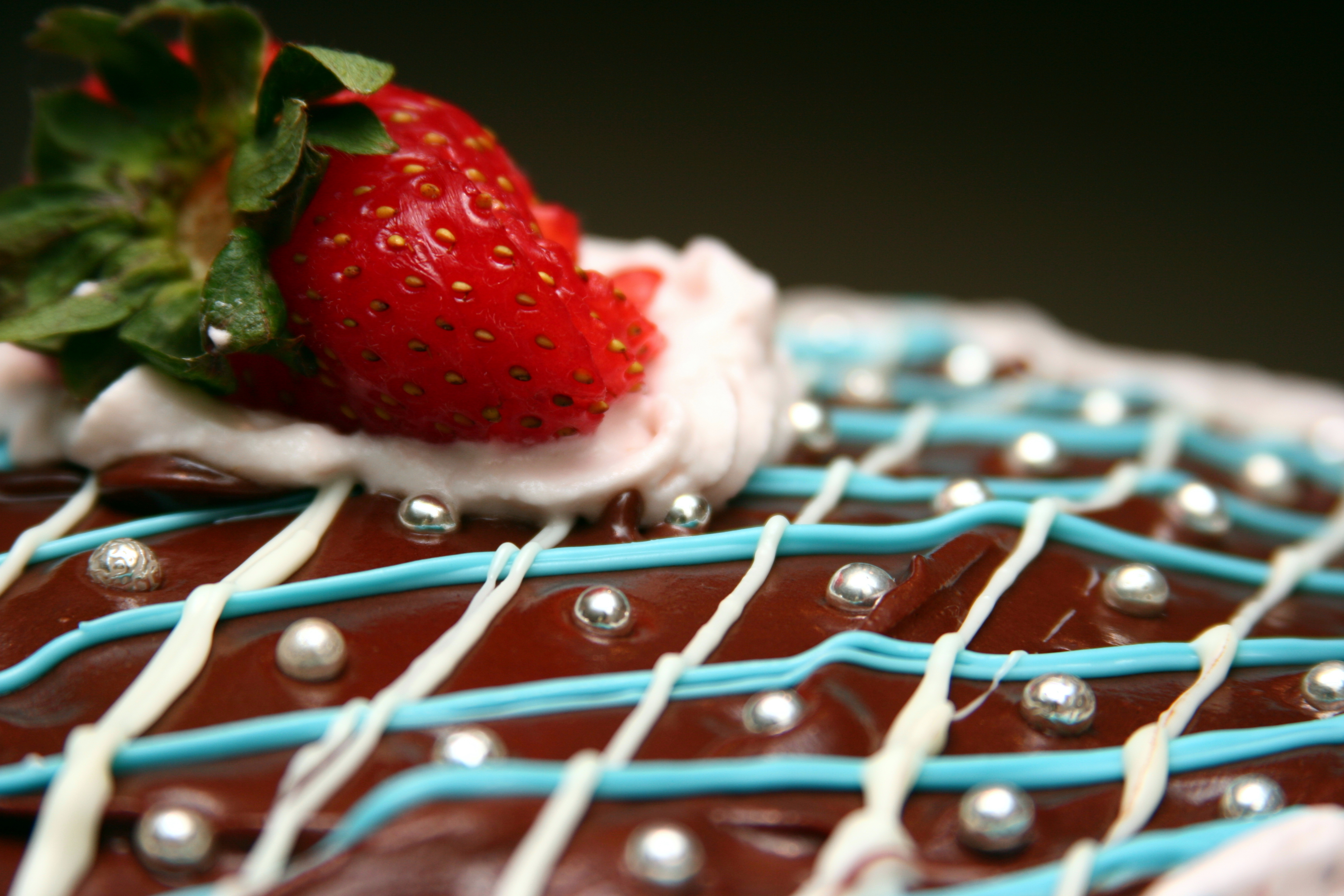
딸기, 은색으로 코팅된 드라제로 장식된 초콜릿 케이크

드라제의 또 다른 형태는 작은 구 모양의 설탕으로, 주로 쿠키, 케이크 등 여러 장식에 사용된다. 다양한 크기로 생산되며, 일반적으로 직경이 3~4mm(0.12~0.16인치)이다. nonpareils보다 크고 타피오카 펄보다 작다.
은색 드라제는 결혼식과 명절 음식 장식에 오랫동안 사용되어 왔다. 최근에는 금색, 동색, 무지개 색상(빨강, 녹색, 파랑 등), 진주빛을 내는 색상도 출시되고 있다.
영국과 프랑스를 포함한 대부분의 국가에서 은색 드라제는 식품으로 분류된다. 그러나 1906년 이후, 미국은 은을 포함한 금속 또는 광물 물질을 식품 착색제, 코팅제 또는 첨가제로 사용하는 식품의 제조 또는 판매를 금지했다. 미국 식품의약국은 은과 금의 금속 가공 설탕 드라제를 먹을 수 없는 것으로 간주하고 있으며, 그것들은 장식 목적으로만 사용되어야 한다는 안내문을 첨부할 때만 판매될 수 있다. 같은 방법으로 코팅된 아몬드는 전혀 허용되지 않는다. 금속을 사용한 드라제는 미국 49개 주에서 구매할 수 있지만, 캘리포니아에서는 더 이상 판매되지 않는다.

## 같이 보기
- 스프링클

### 내용주

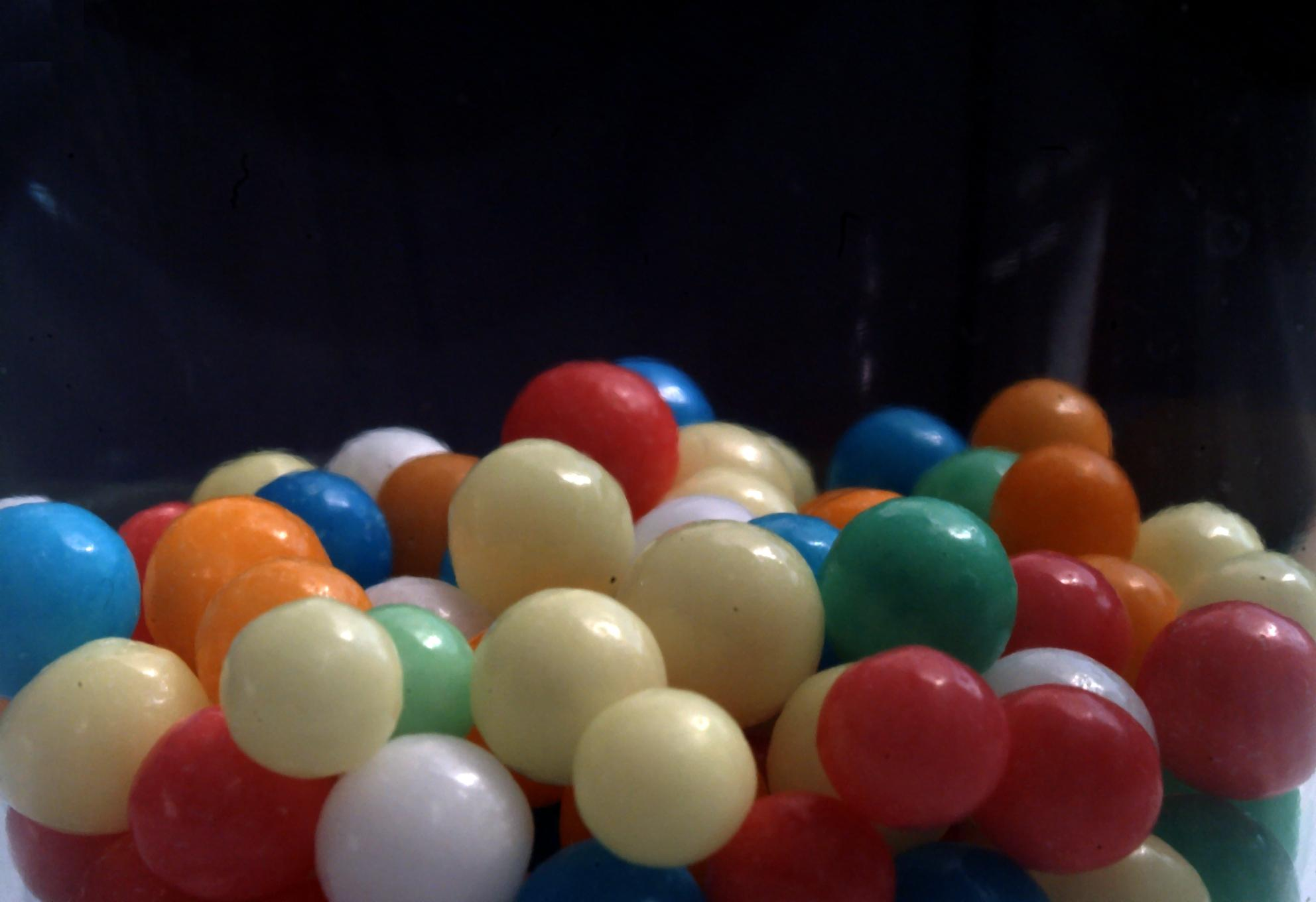
드라제의 또 다른 종류인 러브 펄

1. ↑  간식, 사탕을 뜻하는 고대 그리스어 τραγήματα (tragḗmata),(τρώγω는 먹는다는 뜻이다.)에서, 사탕을 뜻하는 라틴어 tragēmata와 아몬드가 채워진 사탕을 뜻하는 프랑스어 dragée를 따왔다.
2. ↑  과자류를 뜻하는 이탈리아어 confetto는, 끝내다, 실행하다는 뜻을 가진 라틴어 cōnfectus, 현재 완료형 수동태로는 cōnficiō에서 이름을 따왔다.
3. ↑  코팅된, 덮인을 뜻하는 아랍어 ملبس (malbas)에서 따왔다.

### 참고주
1. ↑  Chu, Anita. Field Guide to Candy: How to Identify and Make Virtually Every Candy Imaginable. Philadelphia: Quirk, 2009.
2. ↑  E. B. Jackson, 편집. (1999). 《Sugar Confectionery Manufacture》 2판. Springer. 251쪽. ISBN 978-0-8342-1297-8.
3. 1 2  Chu, Anita. Field Guide to Candy: How to Identify and Make Virtually Every Candy Imaginable. Philadelphia: Quirk, 2009
4. 1 2 3 4  “Jordan Almonds – The Delicious Mystery – Candy Atlas”. 《Candy Atlas》 (영어). 2015년 10월 29일에 확인함.
5. ↑  Brewer's Dictionary of Phrase and Fable, 17th edition, 2005, p. 750.
6. ↑  The History of The “Confetti of Sulmona” and the Pelino House 보관됨 10월 22, 2011 - 웨이백 머신
7. ↑  “CPG Sec. 570.100 Jordan Almonds – Common or Usual Name”. Fda.gov. 1941년 10월 20일. 2013년 1월 6일에 확인함.
8. 1 2 3  Office of Regulatory Affairs (2020년 2월 14일). “CPG Sec 545.200 Confectionery Decorations (Nutritive and Non-Nutritive)”. 《U.S. Food and Drug Administration》 (영어). 2020년 5월 29일에 확인함.
9. ↑  Meisler, Andy (2005년 12월 18일). “A Tempest on a Tea Cart”. 《The Los Angeles Times》.